# Louis Marie de Milet de Mureau
Pour les articles homonymes, voir Milet (homonymie).
Louis Marie Antoine Destouff, baron de Milet de Mureau, né à Toulon le 26 juin 1751 et mort à Paris le 5 mai 1825, est un Général de division et homme politique français de la Révolution et de l’Empire.

## Biographie
Fils d'un ingénieur militaire détaché au régiment d'Auvergne, Jean-Denis-Raymond Milet, et de dame Claire-Françoise Brun, il est né dans une famille noble, et a été admis à l’École royale du génie de Mézières en 1769. Élu député suppléant aux États généraux en 1789 par sa ville natale, il remplace Louis-Armand de La Poype de Vertrieux à l'Assemblée nationale Constituante, où il se fait remarquer par la modération de ses opinions. Employé souvent dans les comités, il présente des rapports sur les monnaies, la navigation intérieure, l'état-major de l'armée et la garde nationale.
Milet de Mureau commande en 1792 l'artillerie et le génie à l'armée des Alpes et à celle du Var avec laquelle il pénètre en Italie. Sa naissance, ses opinions à l'Assemblée Constituante, le rendent suspect aux commissaires de la Convention. Ayant perdu son commandement il revient à Paris et est chargé par le gouvernement de la rédaction du Voyage de La Pérouse, dont Louis XVI a écrit les instructions.
Promu général de brigade le 7 janvier 1796, il a la direction des services de l'artillerie et du génie au ministère de la guerre. Il remplace Schérer comme ministre de ce département en février 1799. La France alors était attaquée de tous côtés, l'Italie envahie, les frontières du Rhin menacées, l'intérieur agité et le trésor vide.
Le général Mureau rend un service important en fournissant à Masséna, malgré l'extrême pénurie d'hommes et d'argent, les moyens de réorganiser l'armée d'Helvétie et de gagner la deuxième bataille de Zurich, qui met un terme aux revers de cette campagne. Les difficultés de toute nature, suscitées par le conseil des Cinq-Cents, déterminent Milet de Mureau à donner sa démission le 2 juillet 1799. Ce jour-là même il est élevé au grade de Général de division du génie. Le portefeuille de la guerre ayant été retiré au général Bernadotte, Milet de Mureau le reprend, mais seulement par intérim. 
Après le 18 Brumaire, Bonaparte, qui croyait avoir à se plaindre de lui, ne le conserve pas dans le cadre de ces activités. Milet de Mureau obtient cependant en 1802 la Préfecture de la Corrèze, fonction qu'il exerce pendant 8 ans. Élevé à la dignité de Baron de l'Empire le 18 juin 1809.
À la Première Restauration, envoyé en Corse en 1814, avec la qualité de commissaire du roi, il est reçu avec enthousiasme sur l'île.
Admis à la retraite en 1816, il est nommé membre du grand-conseil d'administration de l'Hôtel des Invalides et meurt en mai 1825. Louis Marie Antoine Milet de Mureau était Commandeur de la Légion d'Honneur et de l'Ordre de Saint-Louis.

## Sources
- source Modifié par Gruson Éric LE 23/01/2010 http://balladechampenoise.free.fr/
- Biographie universelle supplément Tome 74-1843
- « Louis Marie de Milet de Mureau », dans Adolphe Robert et Gaston Cougny, Dictionnaire des parlementaires français, Edgar Bourloton, 1889-1891 [détail de l’édition]